# Municipio de Olive Hill
El municipio de Olive Hill (en inglés: Olive Hill Township) es un municipio ubicado en el  condado de Person en el estado estadounidense de Carolina del Norte. En el año 2000 tenía una población de 2.357 habitantes.

## Geografía
El municipio de Olive Hill se encuentra ubicado en las coordenadas 36°23′30.48″N 79°5′15.15″O / 36.3918000, -79.0875417.